# 贡久布乡
贡久布乡（藏語：དགོན་སྐྱིད་སྦུག་），是中华人民共和国西藏自治区日喀则市昂仁县下辖的一个乡镇级行政单位。

## 行政区划
贡久布乡下辖以下地区：
孜热村、孜果村、松多村、甲内村、色尔聂村和次如村。